# Eccidio di Massignano
L'eccidio di Massignano è una strage nazista avvenuta a Marina di Massignano domenica 18 giugno 1944 in cui dodici civili vennero uccisi per rappresaglia dalle truppe naziste.

## Lo scenario
Le truppe tedesche della Wehrmacht erano in ritirata. Nella zona, lungo il tratto costiero tra i fiumi Tesino e Aso, operava la 24ª Banda del raggruppamento “Gran Sasso” comandata dal sottotenente Terisio Pignatti.

## Gli avvenimenti
Durante la piovosa mattina del 18 giugno, un soldato nazista di una truppa di artiglieria tedesca venne ferito ad una gamba, quasi certamente durante uno scontro a fuoco con alcuni elementi della Banda del Pignatti, scoperti mentre erano in ritirata.
In seguito a ciò, il comandante Hilmar Potente, alloggiato presso la Villa del conte Zeno Vinci, ordinò di rastrellare la zona e di prendere i ribelli.
Dodici civili innocenti vennero seviziati ed uccisi. Tra le vittime, quasi tutte contadine del luogo, anche un ragazzo di 16 anni col proprio padre e tre “sbandati” campani, reduci di guerra.

## Galleria d'immagini

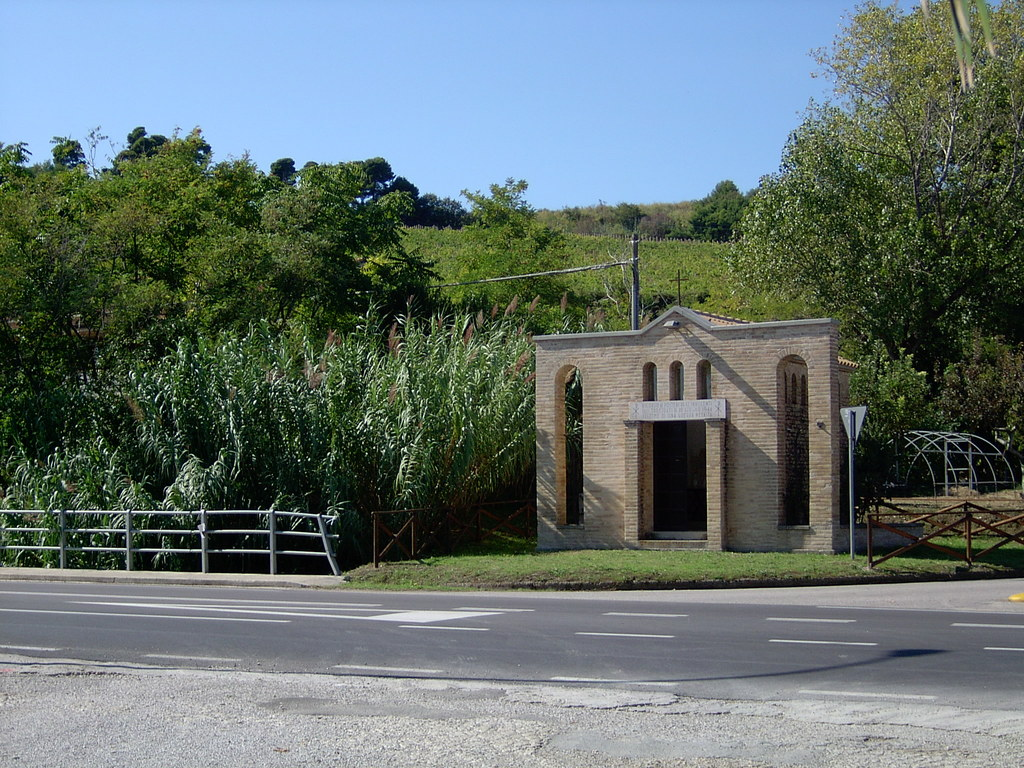
Il mausoleo
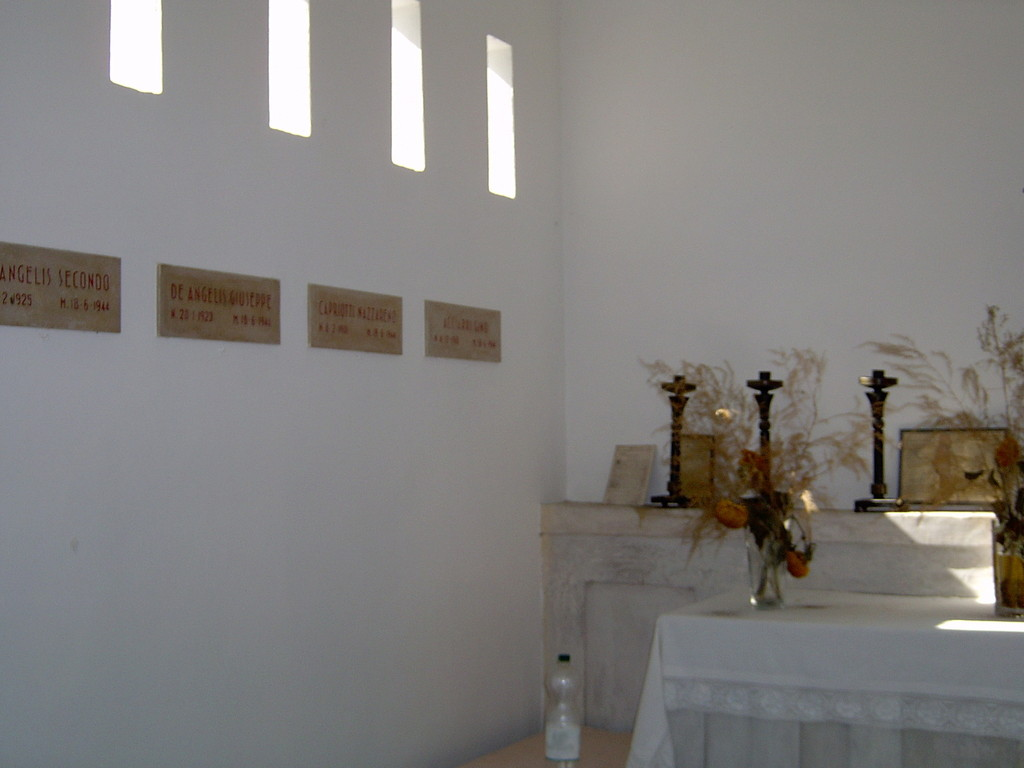
Interno del mausoleo
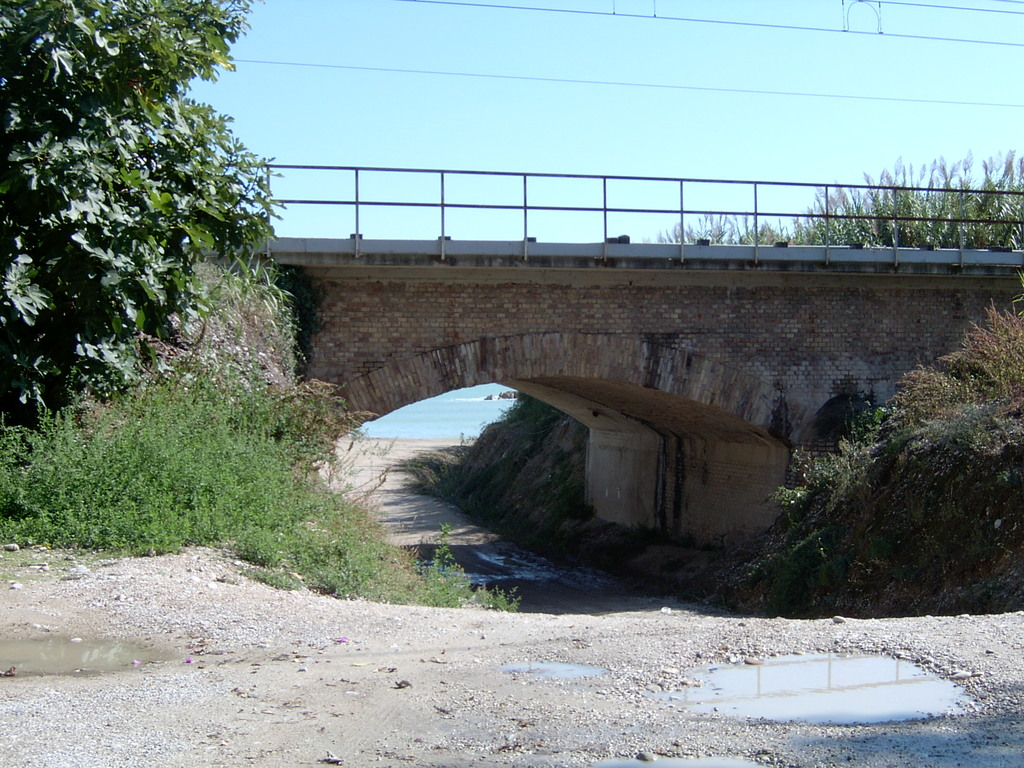
Il ponte della ferrovia, dove furono trucidate sei delle vittime
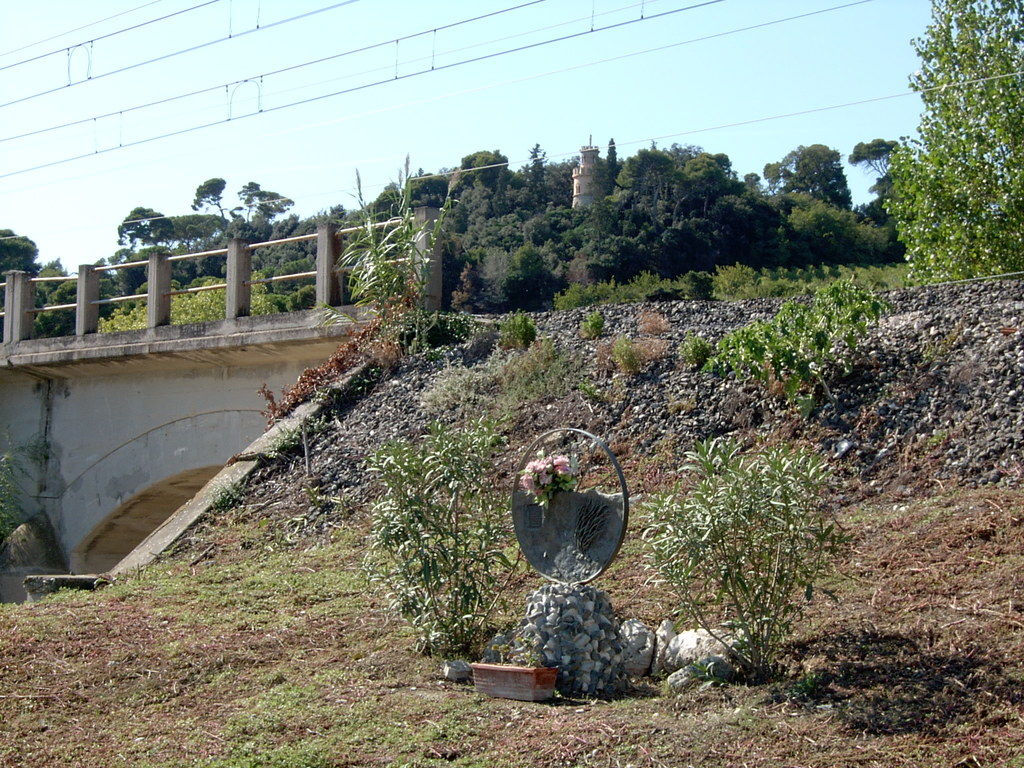
Monumento agli uccisi sotto il ponte della ferrovia
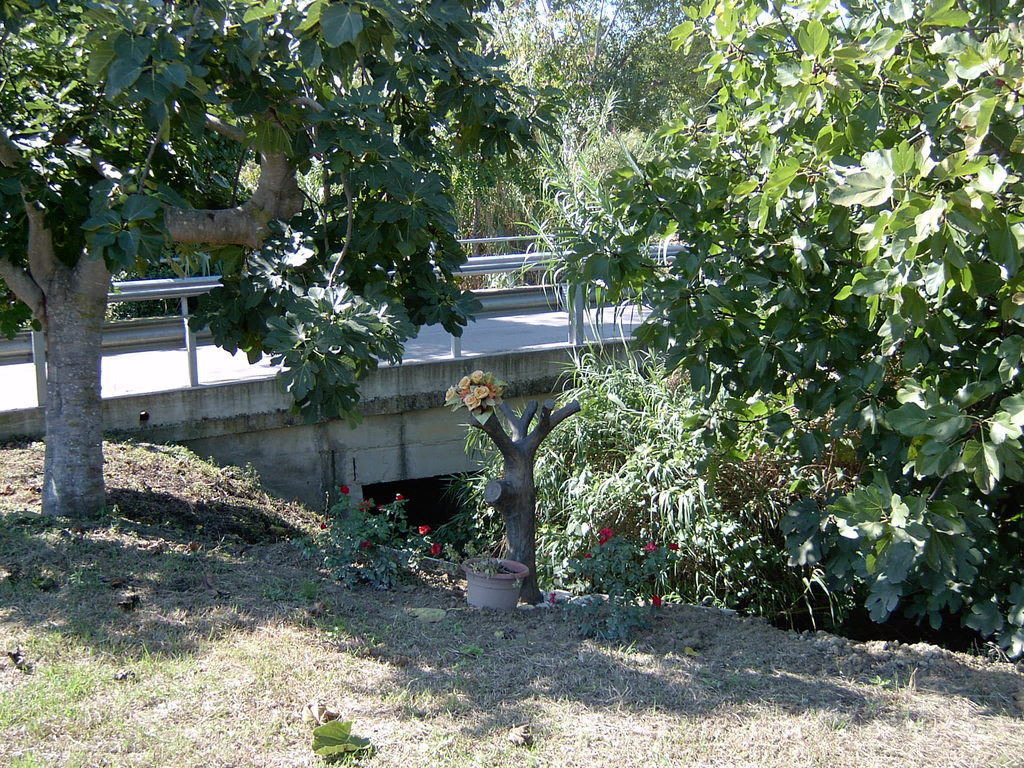
Monumento agli uccisi nel fossato